# Meterizi
Meterizi (cyr. Метеризи) – wieś w Czarnogórze, w gminie Cetynia. W 2011 roku liczyła 38 mieszkańców.